# 陳慧坤 (田徑運動員)
陳慧坤（？—）是臺灣田徑運動員，主攻短距離賽跑項目，男子200公尺、4×100公尺接力、4×400公尺接力前全國紀錄保持者。他於1955年、1956年台灣省運動會上獲得男子100公尺及200公尺冠軍，100公尺比賽10秒9在當時僅次於劉長春所保持的10秒7全國紀錄，也是臺灣光復後最快的成績。隨後在中美田徑友誼賽男子200公尺比賽上跑出21秒9的成績，締造生涯最佳及追平張啟震所創下的全國紀錄。1958年亞洲運動會，他與蔡成福、鄭洛成、陳英郎合作，以破全國紀錄的成績獲得男子4×400公尺接力比賽銀牌。
從賽場退役後曾任教於國立臺南第一高級中學，後旅居美國加州。